# 宋体
明體（中国大陆一般称宋体；港澳通常称為明體；臺灣有明體和宋體兩種說法），是汉字印刷字体的风格类别。最初是在复刻临安书棚本时将笔划加以直线化，呈现出硬朗表情的一种字体。笔画有粗细变化，而且一般是横细竖粗，末端有装饰部分（即“字脚”或“衬线”），点、撇、捺、钩等笔画有尖端，属于白体，常用于书籍、杂志、报纸印刷的正文排版。

## 名稱
本文所描述的字體，是中國明代木版印刷中出現的字體。原形為宋代模仿楷書基本筆劃（如點、撇、捺），但由於當時以木板作活版印刷，為了順應木的天然紋理，而從楷體左低右高的斜橫，演變成直橫；同時也因為減低損耗，而將豎筆加粗。至明代隆萬時期，這種字體逐漸脫離楷書的模樣，成為一種成熟的印刷字體。
此字體在中國大陸多稱為「宋體」，又習稱「老宋」、「老宋體」，以和「仿宋體」相對。日本於19世紀製造鉛字字模時，由於此字體創於明朝，稱此字體為「明朝體」。
及至20世紀中葉，從鉛字排版過渡到照相排版時，臺灣從日本引進照相排字机及相關字模，連帶引進「明體」一詞。臺灣華康科技於1980年代製作電腦字型時，也以「明體」作稱呼。但中華民國教育部官方則稱為「宋體」，如中華民國教育部所編定的字體稱為「教育部標準宋體」。
正體中文Windows系統的「細明體」（到3.21版為止採用接近傳統明體的字形，新版本採用国字标准字体）和簡體中文的「中易宋体」（采用“新字形”）的差異，只是兩套電腦字型產品設計風格有別。

## 起源
宋代雕版印刷興起，出現了三大刻書中心，即浙江、四川、福建，而三地的雕版楷書字體有各自的特點。浙江所出版的字體大多仿製歐陽詢的楷書，四川的大多仿製顏真卿的楷書，福建的大多仿製柳公權的楷書。宋敗於金朝後，為翻印留在北宋的書籍，南宋首都臨安的棚北大街上又建立了許多出版商（时称“书坊”），其中有陳起的陳宅書籍鋪。陳宅書籍鋪出版的書籍有一種甚有特色的楷書字體。這個字體，被後人仿製，就是現代所謂「仿宋體」，也是明體的基礎。
有的在臨安印刷的書籍在明代翻印，而字體有所改變：橫畫被直線化，有比較固定的粗細變化。後來這種字形特徵被歸納爲「橫細豎粗撇如刀，點如瓜子捺如掃」，橫末帶有「小三角」。在公元1553年（嘉靖三十二年）刊刻的《墨子》中，明體的基礎已經成型。萬曆年間，這種字體因刊本數量急速增加而普及化，成爲現在所認識的明體。
雖然明體逐漸流行，但由於這種字體缺少書法上的藝術變化，被明代文人詬為「匠體字」。不過，署名「海陽吳承恩君錫父」的《狀元圖考凡例》卻說：「字貴宋體，取其端楷莊嚴，可垂永久」，也有把這種字體稱作「宋板字」、「宋字樣」，不過此稱呼名不副實。清乾隆年間的杭世駿曾云：「宋刻兩漢書，板縮而行密，字畫活脫，注有遺落，可以補入，此其所謂宋字也。汪文盛猶得其遺意，元大德皮，幅廣而行疏，鍾人傑、陳明卿輩，稍縮小之。今人錯呼爲宋字，拘板不靈，而紙墨之神氣薄矣。」認爲當下被稱作「宋字」的只是「錯呼」，不是真正的宋刻書版之字。錢大鏞、張元濟亦有類似批評。版本學者張秀民亦指：「其實它與真正宋版字毫無相同之處。筆者曾翻閱了現存宋版書近四百種，從未發現此類呆板不靈的方塊字，所以應改稱為『明體字』或『明朝字』，比較名副其實。明體字雖無顏、柳、歐、趙手寫體那樣美麗悅目，但在雕版史上卻是一大進步。」。清朝時的印刷亦以明體爲主，《康熙字典》也採用明體，同時，康熙十二年（公元1673年），勅廷臣補刊經廠本《文獻通考》脫簡，冠以序文：「此後刻書，凡方體均稱宋字，楷書均稱軟字。」以「宋」之名來稱明體字的做法，獲朝廷方定音。而明體字東傳至日本後，日本稱之為明朝體，反而更符合事實。後來在中文裡，這種字體的名字有「明體」與「宋體」之爭。
有一种流传的说法认为宋体字是秦桧发明的，原名秦体字。这种说法在1988年出版的小说《第二幅人体画》、1991年出版的少儿百科书《万事由来集成》和一系列自媒体都有提到，但是与事实不符。

## 发展
日本的明朝体（日语：／ Minchōtai），是由美國人姜別利（William Gamble）於1859年將上海美華書館所製的六種字體傳入日本，並指導日人本木昌造電鍍字模製造法所成的字體，因為仿自明朝萬曆年間之字體，故稱為「明朝體」，日本今沿用此稱呼。
现代铅字采用了宋体印刷。后来依据西方文字的黑体和意大利体的方式，在汉字印刷体中也创造了黑体的铅字。目前宋体、黑体、仿宋體和楷体成为汉字印刷的主要四种字体。“宋体”是一类字体的总称，有很多字体都属于这个范畴。

## 电脑字体
Windows系統的中易宋体（宋体、新宋体，非簡體環境下顯示為SimSun、NSimSun）是由北京中易中标电子信息技术有限公司制作的簡體字字型；繁體的細明體（細明體、新細明體，非繁體環境下顯示為MingLiU、PMingLiU）則是華康科技製作的明體字型。
macOS中自帶的宋體有儷宋Pro（LiSongPro）及蘋果儷細宋（LiSungLight）。
Linux 发行版中使用较多的宋体有文鼎的 AR PL 上海宋（AR PL Uming）和完全民间开发的文泉驿点阵宋体。
此外网络上还有民间开发的“華秀月明”字型、保存傳承字形的一點明體（I.明體）、透過 Glyphwiki 產生的花園明朝體等。

### 常见的电脑字体
Windows系統附帶的：

Windows中的各种明體字体，从上之下分别为简体中文的新宋体、正體中文的新細明體、日文的明朝体。

- 中易宋体（SimSun，TrueType），簡體中文
- 細明體（'Ming Light' MingLiU），正體中文
- 新細明體（PMingLiU），正體中文
- MS 明朝（MS Mincho），日文
- MS P明朝（MS PMincho, TrueType），日文
- 游明朝（Yu Mincho, TrueType），日文
- 바탕（Batang），韓文

香港政府提供的标准汉字字型：
- 明体（Ming_ISO10646）

一般在Linux操作系统中预装的：
- AR PL 上海宋（AR PL UMing）（自由字型，多个Linux发行版默认附带）
- 文泉驿点阵宋体
- Takao明朝（TakaoMincho, TrueType），日文
- Takao P明朝（TakaoPMincho, TrueType），日文
- Takao Ex明朝（TakaoExMincho, TrueType），日文

作为Microsoft Office一部分的：
- 华文中宋（STZHONGS, TrueType）[27]
- HG 明朝 B（HG Mincho B, TrueType），日文
- HG 明朝 E（HG Mincho E, TrueType），日文

作为Adobe Reader和Adobe Acrobat一部分的：
- Adobe 宋体 Std（AdobeSongStd-Light, OpenType）
- Adobe 明體 Std（AdobeMingStd-Light, OpenType）
- 小塚明朝 Pr6N（Kozuka Mincho Pr6N, OpenType），日文

作为Mac OS操作系统一部分的：
- 儷宋 Pro （LiSongPro, TrueType）
- 蘋果儷細宋 （LiSungLight, TrueType）
- ヒラギノ明朝 ProN W3（HiraMinProN-W3, OpenType），日文
- ヒラギノ明朝 ProN W6（HiraMinProN-W6, OpenType），日文
- 游明朝体（YuMincho, OpenType），日文

常见的开源字体：

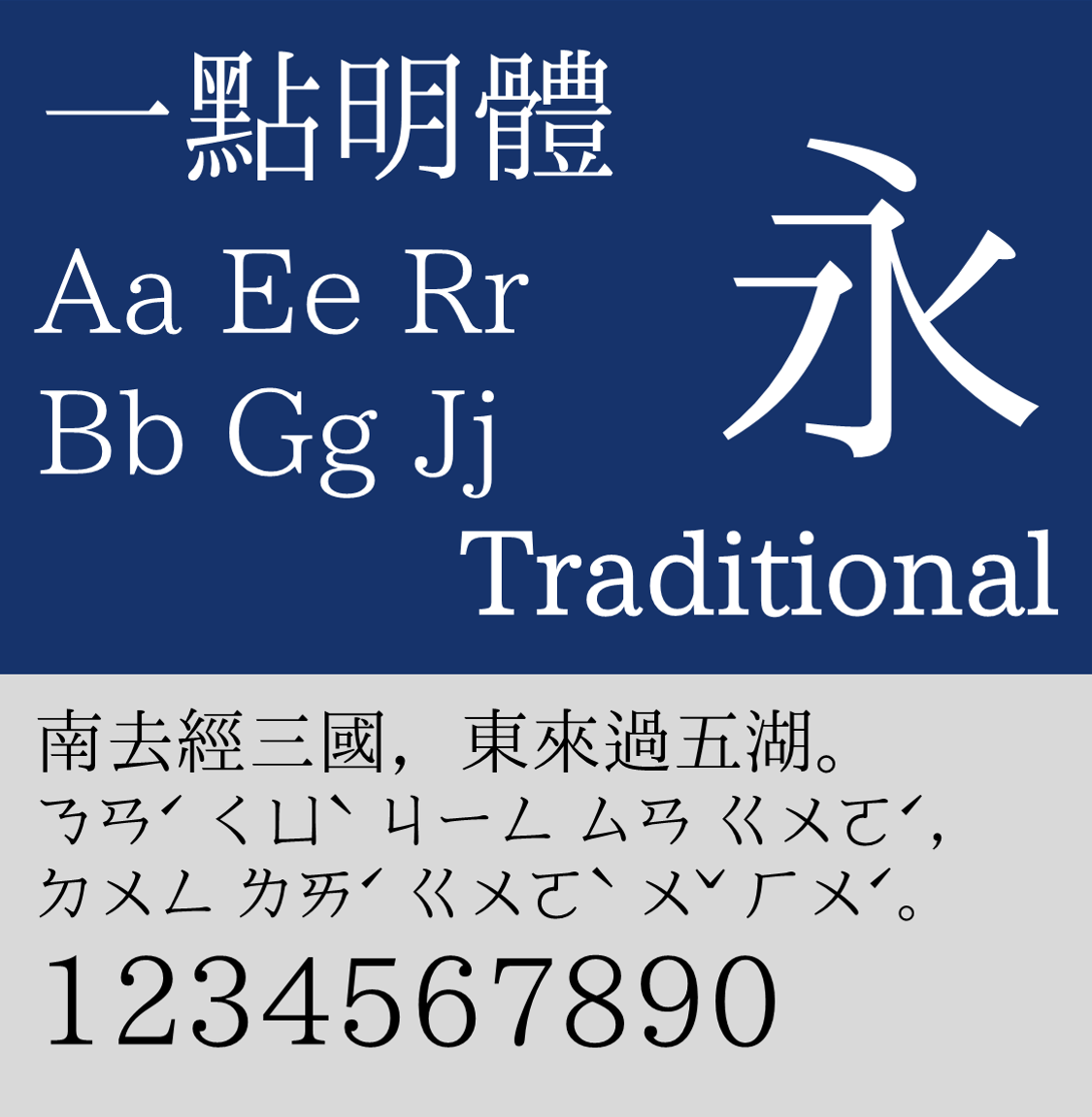
一点明体字体样本

- 思源宋體（Source Han Serif），是Adobe与Google所领导开发的开放源代码字体家族，支持四种不同的东亚语言（简体中文、正體中文、日语和朝鲜语）
- 一點體（I.明體），由一點字坊製作，透過修改IPA明體而成，以保存傳承印刷明體字形爲宗旨。
- IPA體，衍生自林隆男（Takao Hayashi）所設計的「TB明體」，由日本IPA以符合開放原始碼促進會開源定義的「IPA開放字型授權條款」發佈。
- 花園明朝體，透過Glyphwiki產生而成，目標是把Unicode的所有字符收錄，尤其是漢字部份。
- 全字庫正宋體 為中華民國國家發展委員會所製作，若發現BUG也在一段時間後修正。